# Julie Orringer
Julie Orringer (ur. 12 czerwca 1973 w Miami) – amerykańska pisarka i wykładowczyni, urodzona w Miami na Florydzie. Jej pierwsza książka, How to Breathe Underwater, została opublikowana we wrześniu 2003 roku przez Knopf Publishing Group. Jest żoną pisarza Ryana Harty'ego.

## Życiorys
Jest absolwentką Cornell University i Iowa Writers' Workshop.
Jej historie ukazały się w The Paris Review, McSweeney's, Ploughshares, Zoetrope: All-Story, The Pushcart Prize Anthology, The Best New American Voices i The Best American Non-Required Reading.
Zdobyła nagrody: Paris Review's Discovery Prize, dwukrotnie  Pushcart Prize, Yale Review Editors' Prize, Ploughshares' Cohen Award, Northern California Book Award i Anne and Robert Cowan Award wręczaną przez Jewish Community Endowment Fund.

## Twórczość
- How to breathe underwater
- The Invisible Bridge (pol. Niewidzialny most, Wydawnictwo Czarna Owca, Warszawa 2013, tłum. Agnieszka Mitraszewska, Nina Dzierżawska, ISBN 978-83-7554-683-5)
- Flight portfolio (pol. Portfolio ocalonych artystów, Wydawnictwo Czarna Owca, Warszawa 2020, tłum.  Elżbieta Smoleńska, ISBN 978-83-8143-204-7)

## Tłumaczenia
Język francuski
- Comment respirer sous l'eau, 2005

Język niemiecki
- Unter Wasser atmen, 2005
- Die unsichtbare Brücke, 2011, ISBN 978-3-462-04300-6

Język włoski
- Quando ho imparato a respirare sott'acqua, 2004, ISBN 88-7684-792-8

Język duński
- Ademhalen onder water

Język japoński
- How to Breathe Underwater, 2006

Język węgierski
- Láthatatlan Híd, 2011, ISBN 978-963-310-060-8

Język hiszpański
- El Puente Invisible, 2010.

Język portugalski
- A Ponte Invisível, 2012.

Język hebrajski
- הגשר הנסתר The Invisible Bridge, 2012.

Język szwedzki
- Den osynliga bron, 2012.